# マーゴ・ハーシュマン
マーゴ・ハーシュマン（Margo Harshman、1986年3月4日 - ）は、アメリカ合衆国の女優。

## 出演作品
- NCIS 〜ネイビー犯罪捜査班 シーズン11（デライラ・フィールディング）
- Dr.HOUSE　―ドクター・ハウス― シーズン8
- モダン・ファミリー シーズン1
- スプラッター・ナイト　新・血塗られた女子寮
- プリティ・ライフ２　ヘイリー・ダフの学園天国
- ロード・トリップ　パパは誰にも止められない!
- ボストン・リーガル シーズン5
- ジャーニーマン　～時空を越えた赤い糸
- グレイズ・アナトミー3
- 罰ゲーム
- ブラッド（トリシア）
- エバーウッド　遥かなるコロラド シーズン4
- WITHOUT A TRACE／FBI 失踪者を追え! シーズン2
- おとぼけスティーブンス一家　ザ・ムービー
- おとぼけスティーブンス一家
- 俺たちチアリーダー!
- ビックバンセオリー　シーズン6